# Schack Brockdorff
Schack lensbaron Brockdorff (1652 – 7. oktober 1730 på Scheelenborg) var en dansk officer og godsejer, bror til Ditlev Brockdorff.
Han tog rimeligvis også del i den Skånske Krig, da han 1681 blev udnævnt til oberstløjtnant og kompagnichef ved 2. jyske nationale rytterregiment. 1688 fik han sin broders kompagni i 3. sjællandske Rytterregiment, og 1691 blev han oberst og chef for 1. fynske nationale Rytterregiment. Brockdorff var imidlertid blevet gift med Sophie Charlotte Vittinghof (død 1732), der var en datter af overhofmester, lensbaron Frederik Vittinghof og Eleonora Marie Sehested. Da hendes fader døde 1691 uden at efterlade sønner, tilfaldt alle hans godser hende, og Brockdorff kom derved i besiddelse af baroniet Scheelenborg med Scheelenborg, Knabstrup og mange andre rigdomme. Han blev 12. september samme år lensbaron og er således stifter af den friherrelige linje til Scheelenborg. Brockdorff deltog i felttoget i Skåne 1710, i hvilket han førte hærens anden træfning. 1713 tog han sin afsked som generalløjtnant. Han blev Ridder af Dannebrog 1712 og stod til det sidste i høj yndest ved hoffet. Han døde 7. oktober 1730 på Scheelenborg og blev begravet i Dalby Kirke på Fyn.